# Leki sieroce
Leki sieroce (z ang. orphan drug) – leki, których koszt opracowania i wprowadzenia na rynek nie zostałby zwrócony z przewidywanej sprzedaży tego produktu leczniczego. W związku z czym producenci bez odpowiednich zachęt nie podejmowaliby się produkcji takich leków. Za produkty sieroce zostają uznane leki przeznaczone do diagnozowania, zapobiegania lub leczenia stanu chorobowego zagrażającego życiu lub powodującego chroniczny ubytek zdrowia, występującego u nie więcej niż pięciu na 10 tysięcy osób w Unii Europejskiej. Produkcja leków sierocych utrudniona jest przez ograniczoną liczbę pacjentów podczas badań klinicznych.

## Zachęta do produkcji
W związku z przewidywanym zwrotem niższym od kosztów inwestycji przemysł farmaceutyczny niechętnie podejmowałby się opracowania leku w normalnych warunkach rynkowych. Doświadczenia Stanów Zjednoczonych Ameryki i Japonii wykazują, że najsilniejszą zachętą dla przemysłu, aby inwestował w opracowywanie i wprowadzanie na rynek sierocych produktów leczniczych jest istnienie szansy na uzyskanie wyłączności na rynku na określoną liczbę lat, podczas którego to okresu zainwestowane środki w jakiejś części mogłyby zostać odzyskane.

### W Unii Europejskiej
Parlament Europejski w celu pobudzenia produkcji w 1999 roku zezwolił na przyznawanie lekom sierocym 10-letniej wyłączności rynkowej ograniczonej do wskazania terapeutycznego. Wyłączność może zostać skrócona do 6 lat, jeśli pod koniec 5. roku okaże się, iż produkt jest zyskowny w takim stopniu, że utrzymywanie wyłączności nie jest uzasadnione.
W drodze odstępstwa od wyłączności, do sprzedaży może zostać dopuszczony inny produkt dla tego samego wskazania terapeutycznego, jeśli:
- posiadacz pozwolenia na dopuszczenie do obrotu dla oryginalnego sierocego produktu leczniczego udzielił odpowiedniej zgody drugiemu wnioskodawcy;
- posiadacz pozwolenia na dopuszczenie do obrotu dla oryginalnego sierocego produktu leczniczego nie jest w stanie dostarczać wystarczających ilości produktu leczniczego
- drugi wnioskodawca może ustalić, że drugi produkt leczniczy, jakkolwiek podobny do sierocego produktu leczniczego już dopuszczonego do obrotu, jest bezpieczniejszy, skuteczniejszy lub pod innym względem przewyższa klinicznie ten pierwszy[1].

W latach 2000–2020 Komisja Europejska uznała 2382 leki za sieroce, z których 190 zostało dopuszczonych do obrotu przed końcem 2020 roku.

## Choroby rzadkie
Leki sieroce używane są do zapobiegania, diagnozowania, leczenia chorób rzadkich. Do chorób tych zalicza się choroby, których częstość występowania w danej populacji nie przekracza 5 na 10 tysięcy osób. Około 72% z nich ma podłoże genetyczne. Światowa Organizacja Zdrowia szacuje, że istnieje od 5000 do 8000 chorób rzadkich. Około 70% chorób rzadkich występuje wyłącznie u dzieci.